# Notoconops alexanderi
Notoconops alexanderi är en tvåvingeart som beskrevs av Schneider 2010. Notoconops alexanderi ingår i släktet Notoconops och familjen stekelflugor. Inga underarter finns listade i Catalogue of Life.